# Magyar Filmakadémia
A Magyar Filmakadémia, hivatalos nevén: Magyar Filmakadémia Egyesület (rövidítése: MFA) egy filmszakmai szervezet, amelyet magyar filmkészítők alapítottak 2014. július 31-én Budapesten a magyar filmművészet és filmipar ösztönzése, a filmszakmai ágazat és az abban működő alkotók érdekvédelme, munkakörülményeik biztosítása, valamint társadalmi és művészeti megbecsülésük elősegítse érdekében. A nemzetközi példákat követő, egyesületi formában működő szervezet az európai filmakadémiák sorában tizennyolcadikként alakult meg, harminc alapító taggal.
Az Akadémia rendezésében tartják meg évente a Magyar Filmhetet, amelyen az előző évben elkészült alkotásokat vetítik le a szakmai és nagyközönségnek, és amelynek végén, egy ünnepélyes díjátadó keretében kiosztják a tagok titkos szavazata alapján odaítélt Magyar Filmdíjakat.

## A Magyar Filmakadémia

### Célja, feladatai
Az Akadémia célja a magyar filmművészet és filmipar hosszú távú fejlődésének ösztönzése, a film- és televíziós szakmai ágazat és a bennük dolgozók érdekérvényesítése, az alkotók munkakörülményeinek javítása, társadalmi és művészi megbecsülésük elősegítése.
Céljainak elérése érdekében a szervezet szoros kapcsolatot tart fenn a magyar film- és televíziós iparral, az alkotókkal és a médiával; konferenciák, továbbképzések, és vetítések keretében rendszeresen tájékoztatja tagjait és sajtó képviselőit a szakma aktuális kérdéseiről; kapcsolatot tart a magyar és nemzetközi filmes és televíziós szervezetekkel; támogatja a filmszakmai felsőoktatásban tanulókat és a pályakezdőket; szociális támogatást nyújt rászoruló tagjai részére; önkéntes kölcsönös kiegészítő élet- és nyugdíjbiztosítást vagy egyéb kedvezményes biztosítási szolgáltatást szerez be tagjai számára. Az általa kidolgozott filmes etikai kódex szerint etikai bizottságot működtet, választott vitarendezési fórum útján jogvédelmet biztosít tagjai számára. Vélemény fogalmaz meg és javaslatokat tesz a film- és televíziós szakmát érintő szabályozási és egyéb kérdésekben.
Leglátványosabb tevékenysége, hogy évente megrendezi a Magyar Filmhetet, amelyen az előző évben készült alkotásokat mutatják be a szakmai és nagyközönségnek, különféle kategóriákban és amelynek zárórendezvényén – az amerikai és európai filmdíjak (Oscar-díj, Európai Filmdíj, César-díj, BAFTA díj stb.) mintájára – Magyar Filmdíjjal jutalmazza a magyar filmművészet legjelentősebb alkotásait és alkotóit, ezzel bátorítva őket a filmkészítésre és így híva fel rájuk a közönség, valamint a média figyelmét. A feltételek megteremtését követően az Akadémia kívánja végezni az alkotói jogdíjak közös jogkezelését.

### Szervezete és vezetése
A Magyar Filmakadémia Egyesület szervei a következők:
- Közgyűlés, illetve Küldöttgyűlés
- Elnökség
- Tagozatok
- Szekciók
- Felügyelő Bizottság

Közgyűlés, Küldöttgyűlés
Az Egyesület legfőbb döntéshozó szerve a Közgyűlés, illetve 100 fős taglétszám felett a Küldöttgyűlés, amelyben minden tagnak egy szavazata van. A közgyűlést szükség szerint, de évente legalább egy alkalommal hívják össze.
Határozatait egyszerű többséggel hozza. Az alapszabály módosításához, az egyesület céljainak módosításához, vagy az egyesület megszűnéséről szóló közgyűlési döntéshez a szavazati joggal rendelkező tagok háromnegyedes szótöbbséggel hozott határozata szükséges. Egy-egy kérdésben, amennyiben a közgyűlés jelenlévő tagjainak egyharmada kéri, titkos szavazást kell elrendelni. Szavazategyenlőség esetén az indítványt elutasítottnak tekintik.
A 21 fős Küldöttgyűlésbe az Egyesület két tagozatának szekciói delegálnak egy-egy tagot (11+8 fő), kiegészülve az Elnökség két alapító tagjával.. A küldöttgyűlés előtt a küldöttek kötelesek megtárgyalni a napirendi pontokat a szekció tagjaival, s képviselni a közösen kialakított álláspontot a küldöttgyűlésen.
Elnökség
Az Egyesület napi operatív vezetését és ügyintézését (a közgyűlés vagy küldöttgyűlés előkészítése, levezetése, határozatainak végrehajtása, tagnyilvántartás; iratkezelés, munkáltató jogok gyakorlása, egyesületi vagyon kezelése stb.) egy öttagú Elnökség látja el, amelynek az élén a maguk közül megválasztott elnök áll.
Az elnökség tagjait a közgyűlés választja meg öt év időtartamra, amely megbízás megújítható. Elnökségi taggá olyan személy választható, aki minimum 3 éves mozgókép szakmai irányító gyakorlattal rendelkezik. Két főt az alapító tagok közül, három főt pedig a szekcióvezetők közül kell választani. A tagok közül legalább két főnek állami művészeti kitüntetéssel (Kossuth-díj, Kiváló Művész, Érdemes Művész, Erkel Ferenc-díj, Jászai Mari-díj, Balázs Béla-díj), vagy nemzetközi szakmai díjjal kell rendelkeznie.
Az Elnökség akkor határozatképes, ha azon a tagok több mint fele részt vesz; határozatait a jelenlévő tagok szótöbbségével, nyílt szavazással hozza.
Az Elnökség munkáját a szekció-vezetők összessége, mint operatív testület segíti.
Az elnök feladatát díjazás ellenében látja el; munkáját egy iroda segíti, melynek vezetője, valamint állandó munkatársa az Filmakadémia alkalmazottja. Eseti megbízással alkalmi munkavállalókat is foglalkoztathatnak.
A Magyar Filmakadémia első elnöke 2014-ben Novák Emil operatőr lett, a 2018-ban megválasztott elnökség ugyancsak őt kérte fel a tisztség betöltésére.
Tagozatok
A Magyar Filmakadémia szekciói két tagozatot alkotnak:
- Filmes és tudományos-technikai tagozat, a mozi forgalmazású filmek alkotóinak,
- Televíziós tagozat, a televíziós forgalmazású filmek alkotóinak.

Szekciók
A Magyar Filmakadémia az alábbi szekciókban működik:
| Mozi forgalmazású filmek szekciói - producer - rendező - forgatókönyvíró - operatőr - vágó - zeneszerző - filmszínész - hangmérnök és hangmester - látvány-, és díszlettervező - jelmeztervező - maszk (maszk- és sminkmester) - tudományos és technikai tevékenység - filmesztéta - kutató - szoftverfejlesztő - forgalmazó - utómunka - digitális játéktervező, fejlesztő | Televíziós forgalmazású filmek szekciói - producer - rendező - forgatókönyvíró - operatőr - vágó - zeneszerző - hang - látvány-, és díszlettervező - jelmeztervező - animáció |

A szekciókat az Egyesület tagjai hozzák létre. A szekció akkor működhet teljes jogkörrel, ha tagjainak száma eléri a 10 főt. Alapvető feladata az egyesületi tevékenység szakmaiságának támogatása, a tagfelvételi kérelmek elbírálása és közgyűlés elé terjesztése. A tagfelvételeket követően a szakmai szabályok és a jelentkező tag szándékát figyelembe véve a Közgyűlés tagsága állapítja meg, hogy a felvett személy melyik szekció tagja lesz.
A szekció működését, munkáját a szekcióvezető irányítja, akit a szekciók tagjai választanak maguk közül 5 év időtartamra. A megbízás meghosszabbítható, a vezető újraválasztható.
A szekció szükség szerint, de legalább félévente ülésezik, amely során a határozatképességéhez a tagok felének plusz 1 fő jelenléte szükséges.
Felügyelő Bizottság
Az Egyesület tevékenységét, szabályos működését egy háromtagú Bizottság felügyeli. A Felügyelő Bizottság megbízatása öt évre szól, tagjai újraválaszthatók.

### Tagsága
A Magyar Filmakadémiát 2014. július 31-én harminc alapító tag hozta létre. Taglétszáma folyamatosan nő, 2019 április elején 382 fő volt, melyből 4 fő tiszteletbeli, egy pedig – a Magyar Nemzeti Filmalap – pártoló tag.
Az Egyesületnek minden olyan filmes szakember tagja lehet, aki 2 játékfilm, dokumentumfilm, ismeretterjesztő film, kisjátékfilm vagy animációs film elkészítésében közreműködött mint producer, rendező, operatőr, vágó, forgatókönyvíró, filmszínész, zeneszerző, látvány-, jelmez-, vagy díszlettervező, hangmester, smink- és maszkmester és filmalkotásait filmszínházban, illetve televízióban már bemutatták.
A jelentkezéshez a saját tagozatba tartozó két szekciótag ajánlására vagy az Egyesület meghívására van szükség. A tagfelvételi kérelmet a szekció megtárgyalja és azt — támogató javaslat esetén — az Elnökség hagyja jóvá.
A rendes tagság mellett létezik még – természetes és jogi személyek részére – a pénzügyi vagy egyéb vagyoni értékű szolgáltatással párosuló pártoló tagság, valamint a kultúra, főleg a filmművészet vagy televíziós művészet, illetve az Egyesület támogatásában kiemelkedő szerepet játszó személyeknek adható tiszteletbeli tagság.
Az egyesületi tagság tagdíj fizetési kötelezettséggel jár, amelynek mértékét a közgyűlés állapítja meg. A filmszakmai és egyéb jogi személy pártoló tagok részére a közgyűlés különböző mértékű díj fizetési kötelezettséget írhat elő.

### Finanszírozása
A közhasznú tevékenységet végző Magyar Filmakadémia Egyesület éves költségvetés alapján gazdálkodik; vagyonát a tagok között nem osztja fel, részükre nyereséget nem juttat. A működés könnyítése érdekében az egyesületnek lehetősége van céljai megvalósításával közvetlenül összefüggő gazdasági tevékenységet végezni.
Az egyesület a közgyűlés által meghatározott mértékű tagdíjat szed, amelyet a tagok kötelesek minden év január 31-ig befizetni. A közgyűlés eltérő mértékű díjfizetési kötelezettséget írhat elő a filmszakmai és egyéb jogi személy pártoló tagok részére. A tagok – a tagdíj megfizetésén túl – az egyesület tartozásaiért saját vagyonukkal nem felelnek.
A rendes éves tagsági díj 2016-ban 10 000 Ft.

## A Magyar Filmakadémia díja
A hazai filmes kultúra támogatása és a filmszakmai érdekvédelmen túl a Magyar Filmakadémia kiemelt feladata az általa alapított Magyar Filmdíj éves rendszerességgel történő odaítélése, valamint átadása egy ünnepélyes díjkiosztó keretében.
A díj az Akadémia tagjainak titkos szavazása alapján nyerhető el. A jelölés nem automatikus.
2016–2020 között kizárólag azok az alkotások vehettek részt a megmérettetésben, amelyeket a díjra neveztek és részt vesz az Akadémia évente megrendezett filmszemléjén, illetve televíziós fesztiválján, a Magyar Filmhéten. (Mivel az egy hetes esemény versenyprogramján a Magyar Filmdíjért mérkőző alkotások szerepelnek, a szóhasználatban gyakran – a filmhét kiírásában is – „filmhétre történt nevezés, jelentkezés” jelenik meg, ami gyakorlatilag ugyanazt jelenti.) Nevezni az előző év január 1. és december 31. között mozi forgalmazásba illetve tévéadásba került vagy kerülő (forgalmazói szándéknyilatkozattal rendelkező), illetve nemzetközi filmfesztiválon versenyben vagy versenyen kívül szerepelt filmalkotást lehet.
A szavazás két körben történik. Első körben január 1-je és 31-e között a tagok szekciónként kiválasztanak őt-őt nominált filmet hat kategóriában (nagyjátékfilm, kisjátékfim, tévéjátékfilm, animációs film, ismeretterjesztő film, dokumentumfilm), majd azok jegyzékét február 1-jén közzé teszik. A jelölt alkotásokat felveszik a filmhét programjába és levetítik nagyközönség illetve a filmes szakma részére. A második körben e jelöltek közül választják ki, ugyancsak titkos szavazással a díjazottakat. A tagok szavazataikat elektronikus úton, egy önálló zárt informatikai rendszeren keresztül adják le.
2017-től a nagyközönség számára is lehetővé tették, hogy internetes úton szavazzon a legjobbnak tartott nagyjátékfilmre.
2021-től Magyar Morgóképdíjra változott az elismerés neve, amikor is már 20 kategóriában indulhatnak alkotók és alkotások egyaránt.
A díjak átadására az akadémia által szervezett esemény záróaktusaként gálaünnepséget szervez. A díjazott kategóriák, ezzel a kiosztható díjak száma az akadémiai közgyűlés döntése szerint évenként változhat.

## Magyar Filmakadémia rendezvénye
A Magyar Filmdíjak átadása, illetve a magyar filmművészet népszerűsítése, az új alkotások megismertetése érdekében a Magyar Nemzeti Filmalap és az NMHH Médiatanácsa támogatásával a Filmakadémia évente megrendezi a Magyar Filmhetet.  A rendezvényre az előző évben mozi forgalmazásban játszott vagy tévék műsorára tűzött, illetve nemzetközi filmfesztiválon versenyben vagy versenyen kívül szerepelt alkotásokat lehet nevezni.
Az egy hétig tartó eseményen nagyjátékfilmek, tévéfilmek, dokumentumfilmek, kisjátékfilmek, animációk és ismeretterjesztő filmek egyaránt vetítésre kerültek. A rendezvényre kiválasztott alkotások bemutatása mellett a Filmhét lehetőséget nyújt arra is, hogy különféle előadásokat, évfordulós megemlékezéseket, különleges alkotások vetítését, sajtótájékoztatókat stb. szerveznek.
A filmes seregszemlét évente, 2014–2020 között március elején tartották Budapest (esetleg több vidéki város filmszínházában).
A 2020-ban megrendezett, a Veszprém Balaton 2023 Zrt. Európa Kulturális Fővárosa és a Magyar Mozgókép Szemle által megszervezett Veszprém-Balaton Filmpiknikkel ötvözve 2021-től a korábban Magyar Filmszemle, illetve Magyar Filmhét majd Magyar Mozgókép Szemle néven tartott magyar filmes seregszemle új rendezvénye, neve: Magyar Mozgókép Fesztivál, amin szabadtéri vetítések, a legújabb magyar premierfilmek, nemzetközi fesztiváldíjasok, sztárok, közönségtalálkozók, gyerekprogramok, felújított klasszikusok, kiállítások, koncertek és gasztro-programok várják az érdeklődőket. Első alkalommal ilyen formában 2021. június 23–26. között került megrendezésre. Ennek keretében 20 kategóriában a Magyar Filmakadémia Egyesület szekcióiból delegált előzsűri 5 alkotást és alkotót jelöl kategóriánként a Magyar Mozgókép Díjakra, majd a tagjai közül választott zsűri dönt a nyertesekről.
Az esemény záró rendezvényeként ünnepélyes díjátadó keretében osztják ki a magyar filmeknek odaítélt díjakat.